# 哈吉·納威站
哈吉·納威站是印度尼西亞雅加達地鐵南北線的一座架空車站，位於南雅加達行政市芝蘭達鎮法瑪瓦蒂醫院路。該站在2019年3月24日雅加達地鐵南北線第一期通車時開放載客，設有3個出入口和2個側式月台。

## 歷史
南北線第一期（布陸斯谷站－印度尼西亞大酒店圓環站）於2013年10月10日動工，至2019年3月24日開放載客，哈吉·納威站因而啟用，成為南北線的車站之一。

## 車站結構
哈吉·納威站屬於架空車站，寬22米，設有2層，地面為出入口，一樓為公眾區／商業區，二樓為南北線月台（往布陸斯谷／印度尼西亞大酒店圓環）。
| 二樓 | 側式月台       | 側式月台                                    | 側式月台       |
| 二樓 | 南             | 南北線列車往布陸斯谷方向（芝珀特·拉亞）     |                |
| 二樓 |                | 南北線列車往印度尼西亞大酒店圓環方向（A區） | 北             |
| 二樓 | 側式月台       |                                             |                |
| 一樓 | 公眾區、商業區 | 公眾區、商業區                              | 公眾區、商業區 |
| 地面 | 出入口         | 出入口                                      | 出入口         |

## 服務及接駁交通
工作日期間，南北線列車平時的班次平均為9分鐘一班，繁忙時段（早上7時至9時、晚上5時至7時）則縮短為平均5分鐘一班。假日期間，列車班次平均為10分鐘一班。從哈吉·納威站開往印度尼西亞大酒店圓環站的首班車在每天上午5時08分開出，末班車在每天晚上11時20分開出，開往布陸斯谷站的首班車在每天上午5時27分開出，末班車在每天晚上11時52分開出。開往M區站的末班車則在每天晚上11時35分開出。
乘客可在本站周圍換乘雅加達專線巴士1E號線，美都小巴S610號線及S76號線。

## 外部連結
- 雅加達地鐵公司：哈吉·納威站（页面存档备份，存于） （印尼文）